# Enneapterygius rhabdotus
Enneapterygius rhabdotus är en fiskart som beskrevs av Fricke, 1994. Enneapterygius rhabdotus ingår i släktet Enneapterygius och familjen Tripterygiidae. Inga underarter finns listade i Catalogue of Life.